# DXYM-TV
Brigada News TV (DXYM-TV) é a principal estação de televisão comercial da Brigada Mass Media Corporation. Seu transmissor está localizado no Perfect Image Building, Roxas Avenue, General Santos City e os estúdios estão localizados na NLSA Road, Brgy. San Isidro, General Santos City, Filipinas.
Em 1 de dezembro de 2015, o canal de TV atual da estação 46 foi transferido para o canal de TV 34 com cobertura de sinal mais forte e mais ampla, já que o transmissor da estação foi deslocado para Brigada Complex em NLSA Road, Brgy. San Isidro, General Santos City com o poder de 10.000 watts. A estação fica no ar das 4h às 12MN diariamente.

## Programação
- TeleRadyo
  - Larga Brigada
  - Brigada Connection
  - Banat Brigada Balita
  - Banat Brigada
  - Brigada News Nationwide@ 7am
  - Brigada Balita Lokal
  - Tira Brigada
  - Brigada News Nationwide @ 4pm
  - Birada Brigada
- Di Pwede Lang
- Brigada Movies
- Insights
- Imbocada Balita
- Opinyon
- Ronda Brigada
- Happy Lang
- PCSO Lottery Draw
- Dokumentao
- Brigada Healthline
- Agri Tayo Soccsksargen

## Áreas de Cobertura

### Áreas primárias
- General Santos City (Áreas urbanas e rurais)
- South Cotabato
- Sarangani Province

#### Áreas que podem receber sinais da Brigada News TV-34
- Davao Ocidental
- Davao Oriental
- Davao del Sur
- Cotabato Do Norte
- Maguindanao
- Bukidnon